# Johann Fabri
Johann Heigerlin, detto anche Johann Fabri e soprannominato in latino Faber (Leutkirch im Allgäu, 1478 – Baden, 21 maggio 1541), è stato un vescovo cattolico tedesco.

## Biografia
Johann Fabri, soprannominato latinamente Faber dal momento che suo padre era fabbro, intraprese gli studi di teologia e giurisprudenza in giovane età a Tubinga e a Friburgo, dove conseguì il dottorato.
Attorno al 1510 divenne predicatore a Lindau e dal 1514 divenne ministro del culto a Leutkirch im Allgäu, divenendo vicario generale della diocesi di Costanza a partire dal 1517. Dal 1523 si distinse come diplomatico e cancelliere al servizio dell'arciduca Ferdinando (poi imperatore), divenendo dal 1524 vescovo coadiutore di Vienna, ricevendo la prepositura della cattedrale cittadina nel 1529.
Fu in contatto con Erasmo da Rotterdam e successivamente divenne uno dei più pugnaci difensori della Chiesa cattolica in Germania. Nel 1529 viaggiò al fianco dell'imperatore Carlo V in Inghilterra, in cerca dell'atteso aiuto di Enrico VIII nella guerra contro i turchi che si stava combattendo nei confini orientali dell'Impero tedesco.
Nel 1530 divenne membro della commissione d'esame della Confessio Augustana.
In quello stesso 1530, divenne vescovo di Vienna e fu anche qui un attivo predicatore, scrivendo anche molte opere in lingua volgare oltre che in latino, prodigandosi anche nella fondazione del convitto per studenti di San Nicola di Vienna.

## Opere
- Constantiensis in spiritualibus vicarii opus adversus nova quaedam et a Christiana religione prorsus aliena dogmata Martini Lutheri, Roma 1522, Lipsia 1523, Colonia 1524 come Malleus in haeresim Lutheranam.
- Opera, 3 voll., Colonia 1537–41